# جانپائولو موندینی
جانپائولو موندینی (ایتالیایی: Gianpaolo Mondini؛ زادهٔ ۱۵ ژوئیهٔ ۱۹۷۲) دوچرخه‌سوار اهل ایتالیا است.